# Edward Auer
Edward Auer (Nueva York, 7 de diciembre de 1941) es un pianista clásico estadounidense. En el año 1965, se convirtió en el primer estadounidense en ganar el quinto premio en el Concurso Internacional de Piano Chopin de Varsovia. Debido a sus frecuentes posteriores giras en Polonia, el Señor Auer es reconocido en todo el mundo como uno de los principales intérpretes de Frédéric Chopin. Auer también ha mostrado su consumada habilidad en un amplio repertorio que abarca Mozart, Beethoven, Schubert y Schumann a Rachmaninoff, Ravel, Stravinsky, Shostakovich, y otros en sus giras por los Estados Unidos, Europa, y Asia. actualmente es Profesor de Piano en la Escuela Jacobs de Música de la Universidad de Indiana en Bloomington, Indiana.

## Formación
Mientras crecía en Los Ángeles, Auer estudió piano con Aube Tzerko y composición con Leonard Stein. Auer continuó sus estudios en la Juilliard School of Music bajo la tutela de Rosina Lhévinne y durante dos años en París en una Beca Fulbright Study Grant con Julius Katchen.

## Carrera
Auer ganó las audiciones internacionales de Young Concert Artists en 1964 y fue galardonado con el quinto premio en el prestigioso 7 ° Concurso Internacional de Piano Chopin en 1965, en el año que ganó Martha Argerich. Fue el primer estadounidense en ganar un premio en este concurso.
Según Robert Cummings en Allmusic, "La mitad de los años 60 fue un momento crucial para el joven pianista: en 1964 ganó las audiciones internacionales Young Concert Artists, al año siguiente terminó quinto en el Concurso Chopin (Varsovia) y segundo en el Concurso Beethoven, con sede en Viena, ocupó el quinto lugar en el Concurso Tchaikovsky de 1966 (Moscú) y el primero en el Concurso Long-Thibaud de 1967. En medio de estos éxitos, Auer debutó en el Carnegie Hall (1964) interpretando el Segundo Concierto para piano de Chopin. y lanzó su primera gira por Estados Unidos / Canadá (1965-1966), dando recitales y apareciendo con orquestas importantes como la Filarmónica de Los Ángeles ".
Desde su debut en 1964 en Nueva York en el Carnegie Hall bajo los auspicios de Young Concert Artists, Auer ha pasado su carrera tocando extensamente en los Estados Unidos, Europa y Asia, realizando recitales y conciertos en 30 países, incluidos los Estados Unidos, Europa, Japón, Israel y Australia. Desde 1965, Auer ha realizado más de veinte giras solo en Polonia.
Según su sitio web, Auer ha actuado como solista con la Filarmónica de Los Ángeles; las sinfónicas de Detroit, Atlanta y Baltimore; NHK Tokyo; RIAS Orchestra Berlin; Orquesta Nacional de Francia; y muchas otras.

## Estilo
Se sabe que Auer se comporta con una actitud estoica. El crítico musical del Herald Times, Peter Jacobi, capta la esencia de una actuación de Auer: "Toca con una fuerza y claridad envidiables. El espectáculo de la emoción tan ausente en su comportamiento se inunda de sus dedos".

## Grabaciones
Edward Auer ha grabado para RCA Japón, Toshiba EMI, Erato, Camerata, TownHall y otras marcas. 
En noviembre de 2008, Auer lanzó su grabación Chopin Nocturnes vol. 1 en su sello privado e independiente, Culture Demain Recordings.
La primera grabación del sello de Auer ha recibido elogios del crítico de música clásica Harris Goldsmith, quien dice sobre Chopin Nocturnes vol. 1, "la elocuencia y los poderes técnicos de Auer se han profundizado y alcanzado una maestría comunicativa e interpretativa adicional, pero esta nueva antología indudablemente ocupa un lugar de honor junto con las ediciones más grandes de estas obras maestras grabadas copiosamente, por ejemplo, las versiones de Arthur Rubinstein de 1938, Ivan Moravec y Tamas Vasary, para nombrar mis pocos favoritos ".
En entrevistas múltiples, Auer ha declarado que Chopin Nocturnes vol. 1 es el primero de ocho volúmenes que lanzará en celebración de la obra de Frédéric Chopin. También dijo que el proyecto Chopin está deliberadamente programado para coincidir con la celebración del bicentenario del nacimiento de Chopin en 2010.

## Discografía seleccionada
- Chopin: Two Piano Concertos, 2010, Bloomington, IN: Culture/Demain Recordings; con el Shanghai Quartet
- Chopin: Nocturnes vol. 2 and Four Scherzi, 2008, Bloomington, IN: Culture/Demain Recordings
- Chopin: Nocturnes vol. 1, 2007, Bloomington, IN: Culture/Demain Recordings
- Chopin: The Complete Waltzes (19 Waltzes), 1999, New York: Camerata Tokyo
- Chopin: Four Ballades, 1989, New York: Camerata Tokyo